# Tuf volcanique
Pour les articles homonymes, voir Tuf.

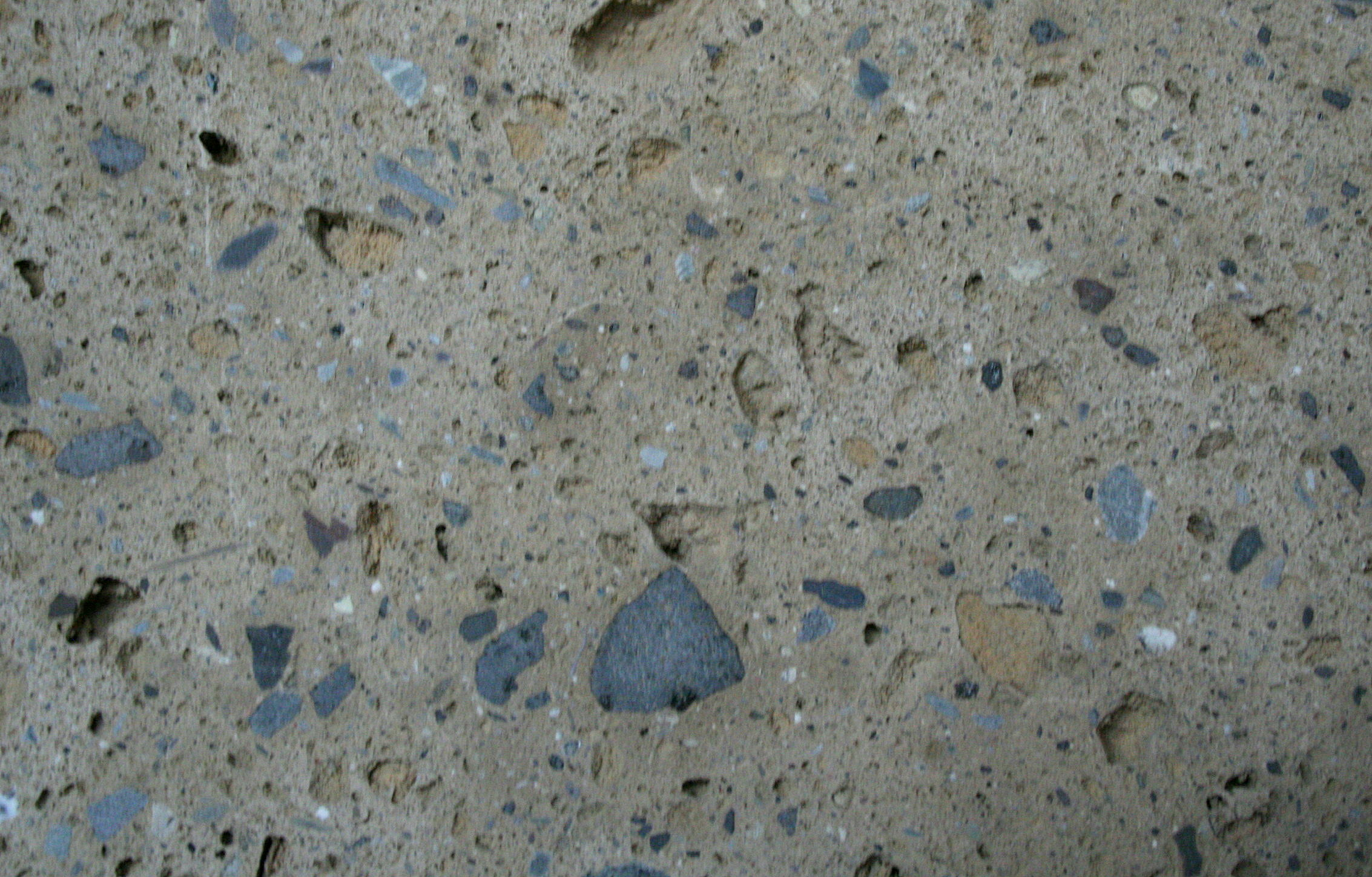
Tuf volcanique (Allemagne) ; échantillon de 10 sur 15 cm.

Un tuf volcanique est une roche généralement tendre, résultant de la consolidation de débris volcaniques, généralement de taille inférieure à quatre millimètres, sous l'action de l'eau et formant un conglomérat. Dans le cas de strates de cendre volcanique consolidées de la même manière, on parle de cinérite.

## En Italie

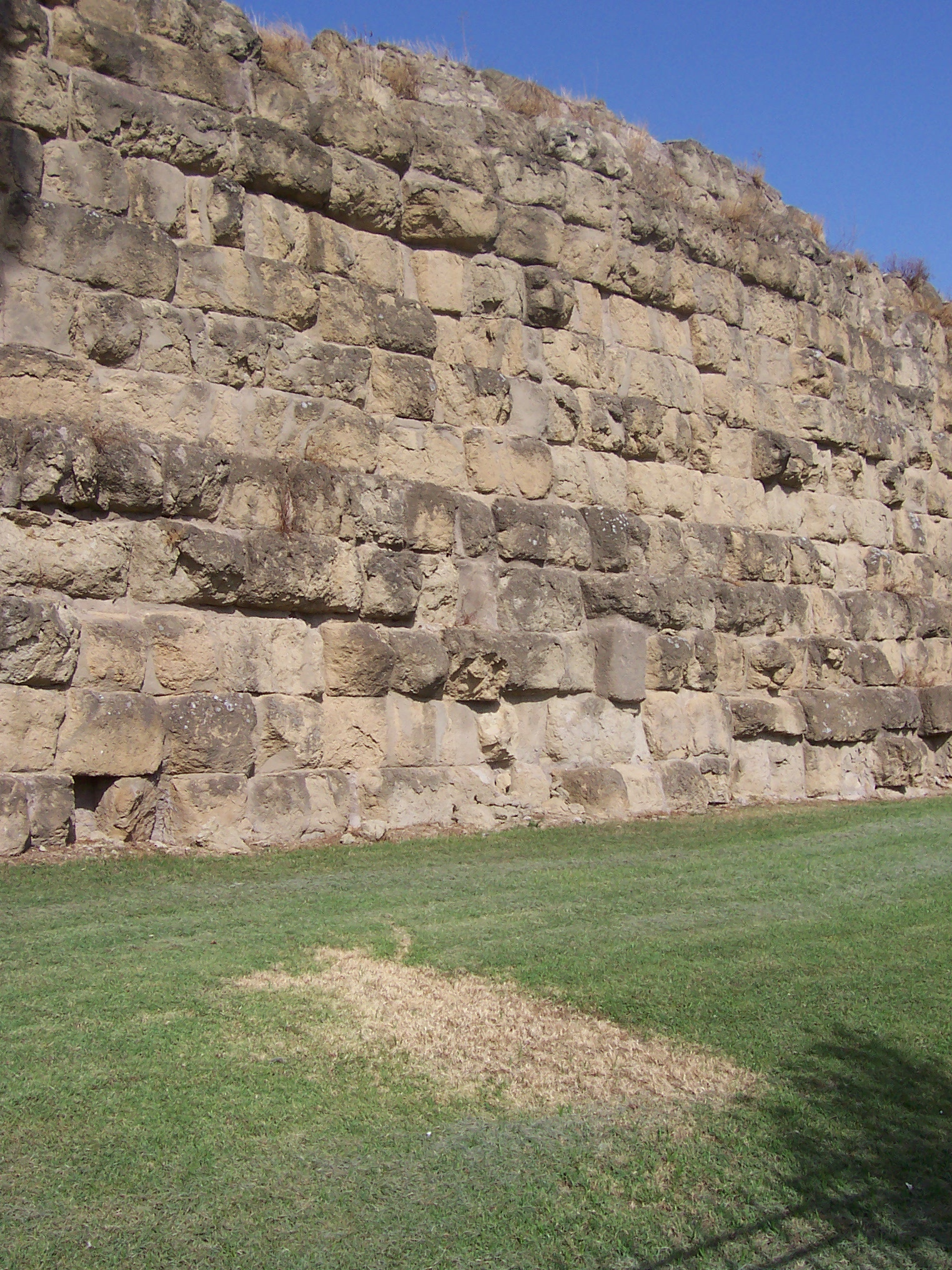
Muraille servienne construite en tuf volcanique issu de Grotta oscura.

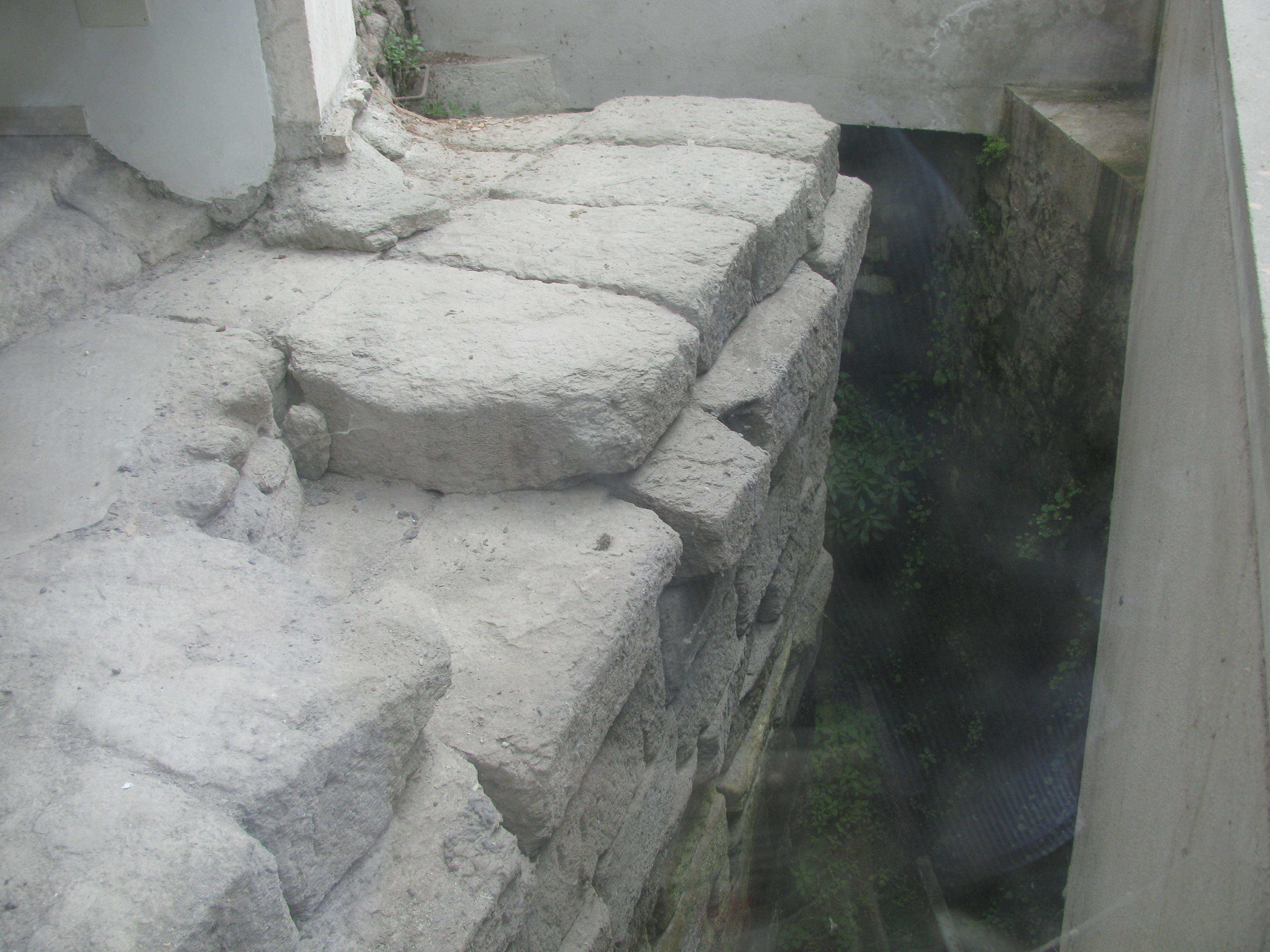
Fondations du temple de Jupiter capitolin en cappellaccio.

Pour son abondance et la facilité de son extraction et de sa taille, le tuf est, au moins depuis les Étrusques et les Romains, un des matériaux les plus employés dans la construction de bâtiments publics et privés, dans de nombreuses régions d'Italie.
À Rome, sept qualités de tufs volcaniques sont recensées,, :
1. Aniene
2. Campidoglio
3. Cappellaccio, tuf grisâtre friable, superficiel de la zone de Rome
4. Fidene, avec des inclusions de scories noires
5. Grotta oscura, tuf jaunâtre et poreux
6. Monteverde, marron clair, avec de inclusions de scories colorées
7. Pépérin, gris cendré

auxquelles il faut ajouter le travertin (tuf calcaire).
À Pompéi ainsi qu'aux abords de Naples, on compte trois qualités de tufs volcaniques :
1. Nocra
2. Pappamonte
3. Giallo (it).

(Voir aussi Pierre de construction de la Rome antique (it)).
Le tuf volcanique, appelé anciennement « tuf lithoïde », se trouve au Capitole et sur plusieurs autres collines à l'intérieur de Rome. II s'exploite hors de la ville à Monteverde, à Pont Nomentano, à Torre Pignatara hors de la Porta Maggiore, à Ardée et le long de la voie Ardeatina.
Vitruve conseillait d'extraire ces tufs en été, et de les laisser exposés à découvert pendant deux ans, ce qui permettait de réduire l'humidité interne des pierres et d'éliminer celles dépourvues de résistance. 
Sa couleur est d'un brun rouge ou jaunâtre avec des taches orangées. La texture de cette pierre, qui est assez résistante, approche de celle de la pierre ponce. À toutes les époques de Rome elle a été fort employée dans les constructions et en blocs de dimensions diverses. Au temps des rois on en a construit l'arcade de la Cloaca Maxima et les murs de Servius. Quelquefois on la taillait en petits cubes oblongs et assez mal équarris. C'est avec des matériaux de ce genre que sont exécutés les promenoirs du théâtre de Marcellus et les murs des basiliques élevées au temps de Constantin. 
Au Moyen Âge, on retrouve cette pierre débitée de la même manière dans les constructions dites sarrasines, telles que la tour qui forme sur le Capitole l'angle du palais sénatorial, les murs de la cité léonine, ceux du « castrum Caetani » près de la tombe de Cæcilia Metella, et enfin quelques-unes des reprises faites au mur d'Aurélien. L'usage s'en était même conservé à l'époque de la Renaissance, puisque la façade du palais de Venise ou la Rocca Pia de Tivoli, près de Rome sont érigés avec cette pierre de construction.

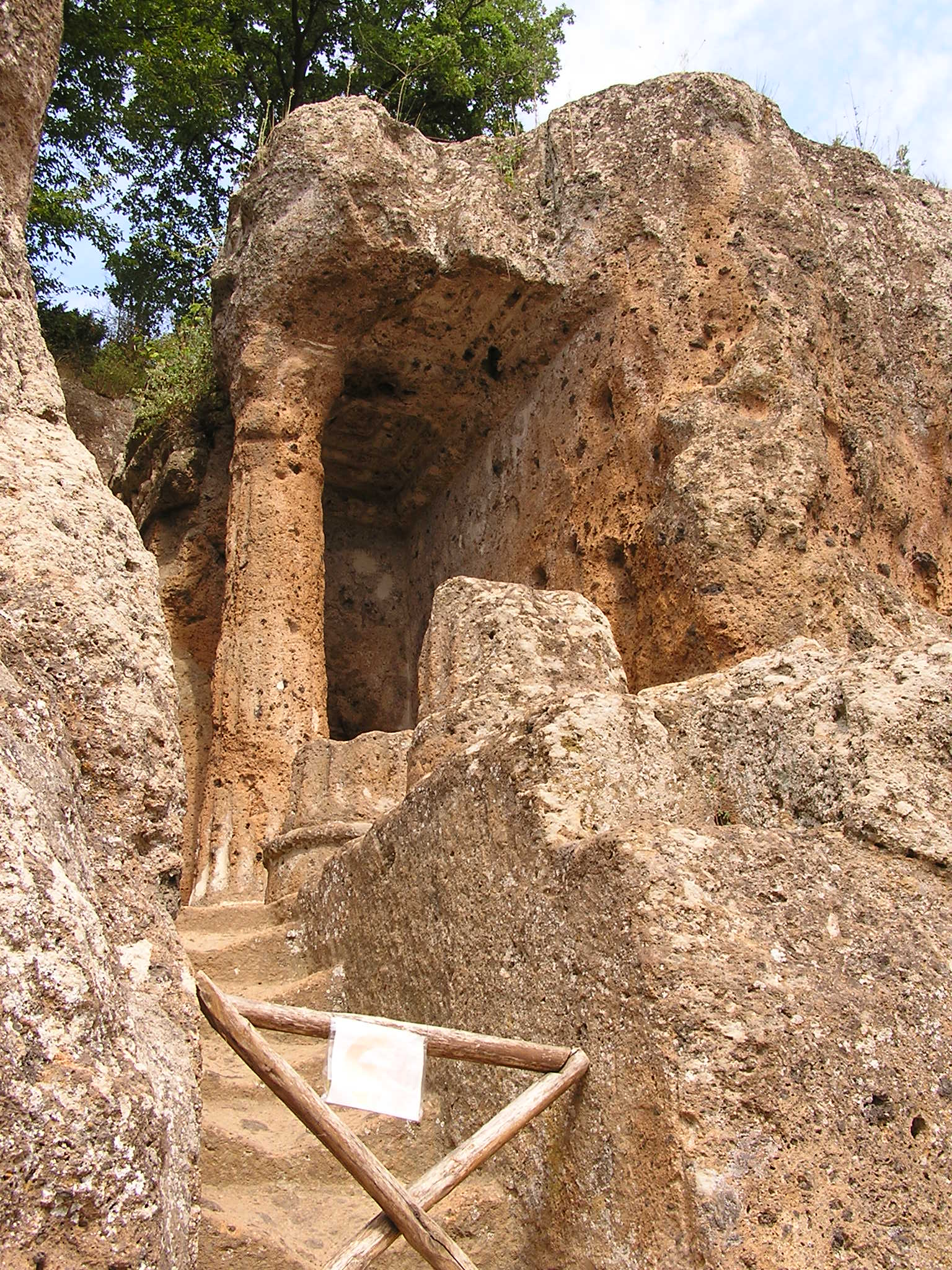
Nécropole étrusque de Sovana taillée à même la colline de tuf (Area del Tufo).
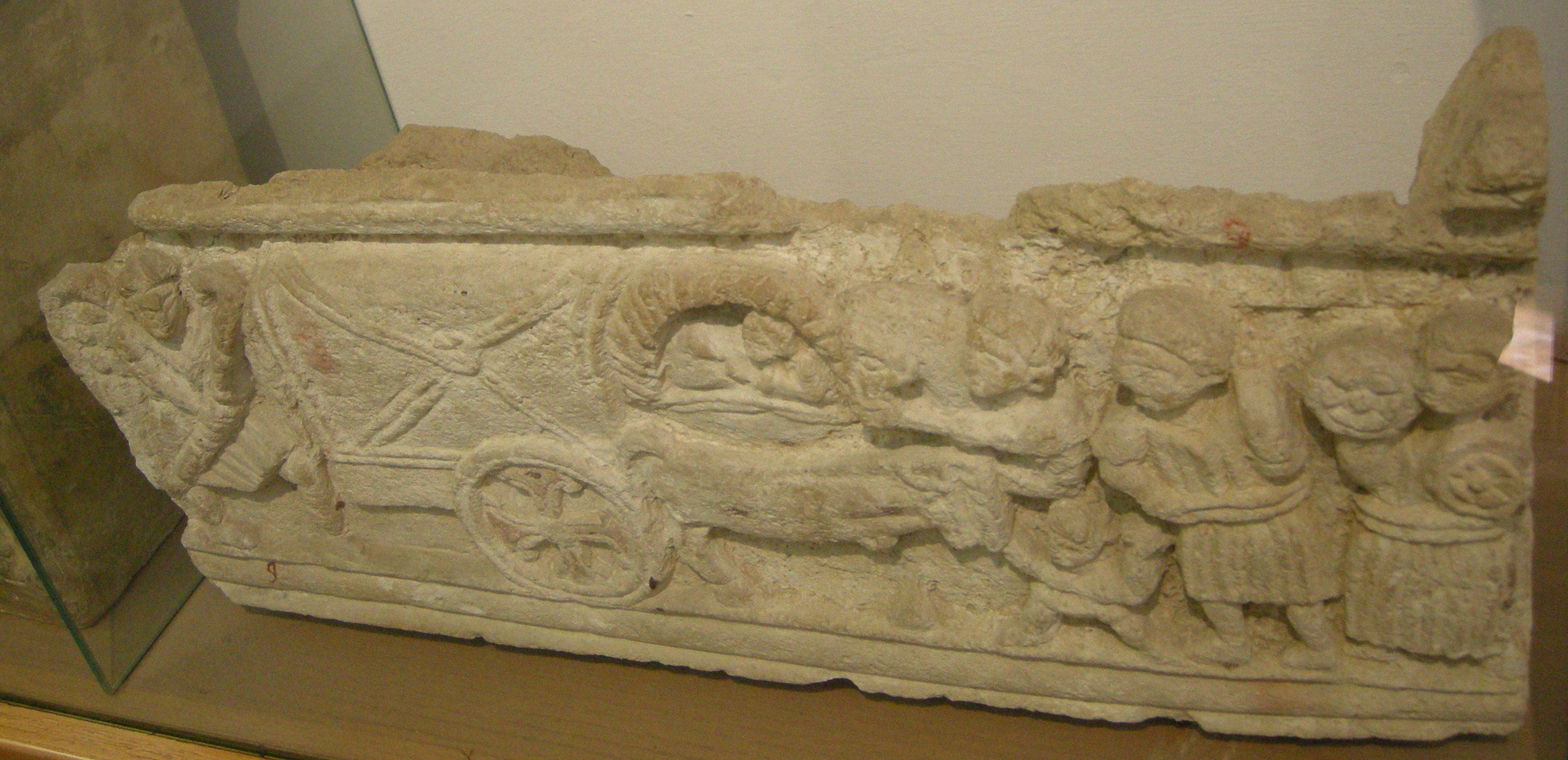
Urne cinéraire étrusque à bas-relief historié au musée Guarnacci de Volterra (Toscane).

Le tuf volcanique a été extrait de l'intérieur de Rome, même dans les temps modernes. La carrière située sur le mont Aventin, près de Santa Prisca, a fourni une partie des pierres qui ont servi à la construction du palais Braschi.
Les anciens désignaient ce tuf par les noms de saxum quadratum, lapis quadratus, et quelquefois par ceux de tophus ruber, saxum rubrum et saxum rubrum quadratum : ces dénominations diverses se rapportaient au tuf volcanique seul qu'ils employaient ordinairement en morceaux carrés. On se tromperait donc en supposant que Vitruve et Tite-Live ont voulu indiquer par ces expressions toute espèce de pierre carrée autre que celle qui ressemble au tuf volcanique du Capitole et de Monteverde.
En 1850, le tuf dont on se sert le plus souvent se tire des carrières situées hors des portes San Paolo, San Lorenzo et San Sebastiano.

## Dans le monde

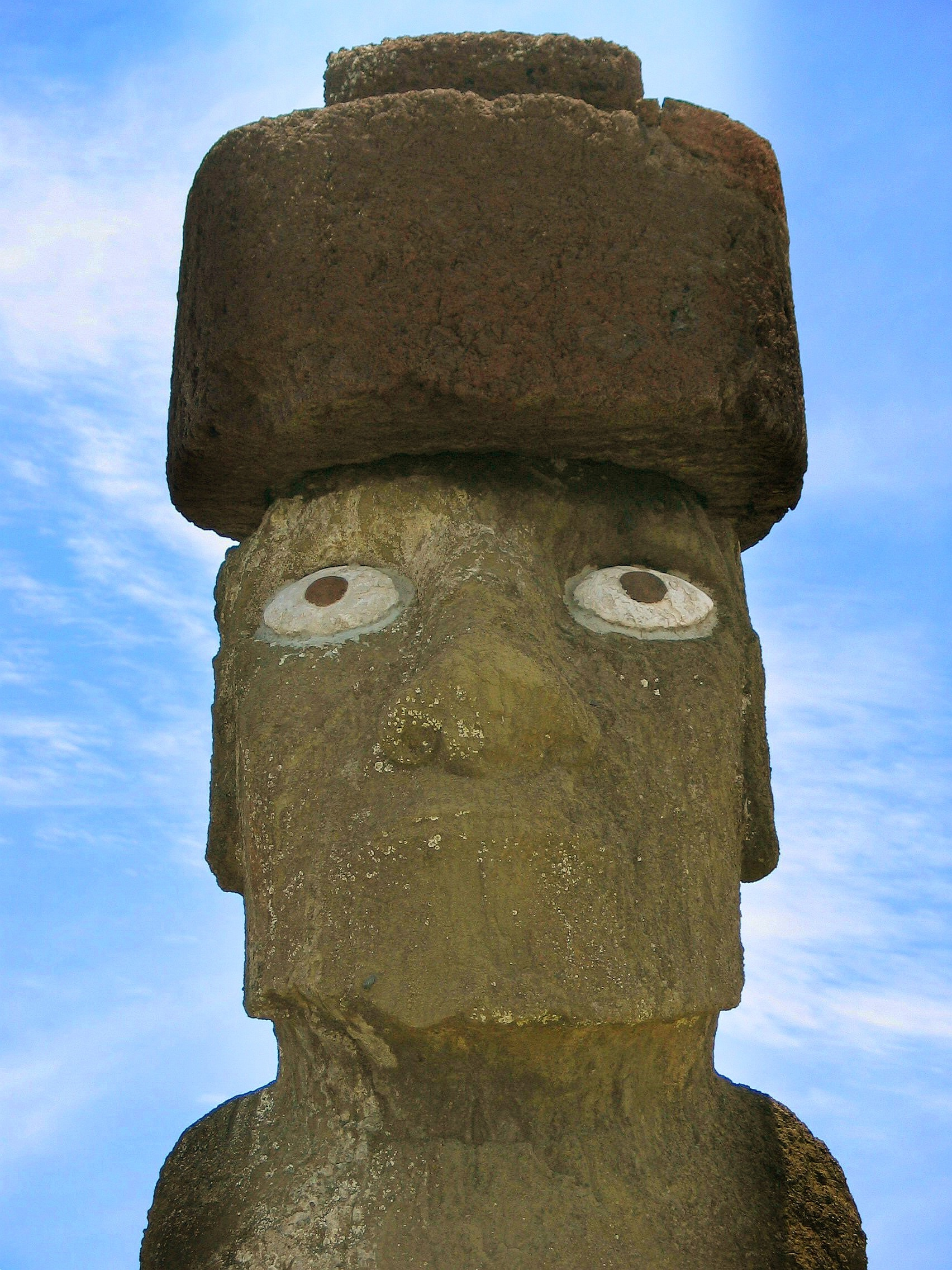
Moaï de l'île de Pâques sculpté dans du tuf volcanique.
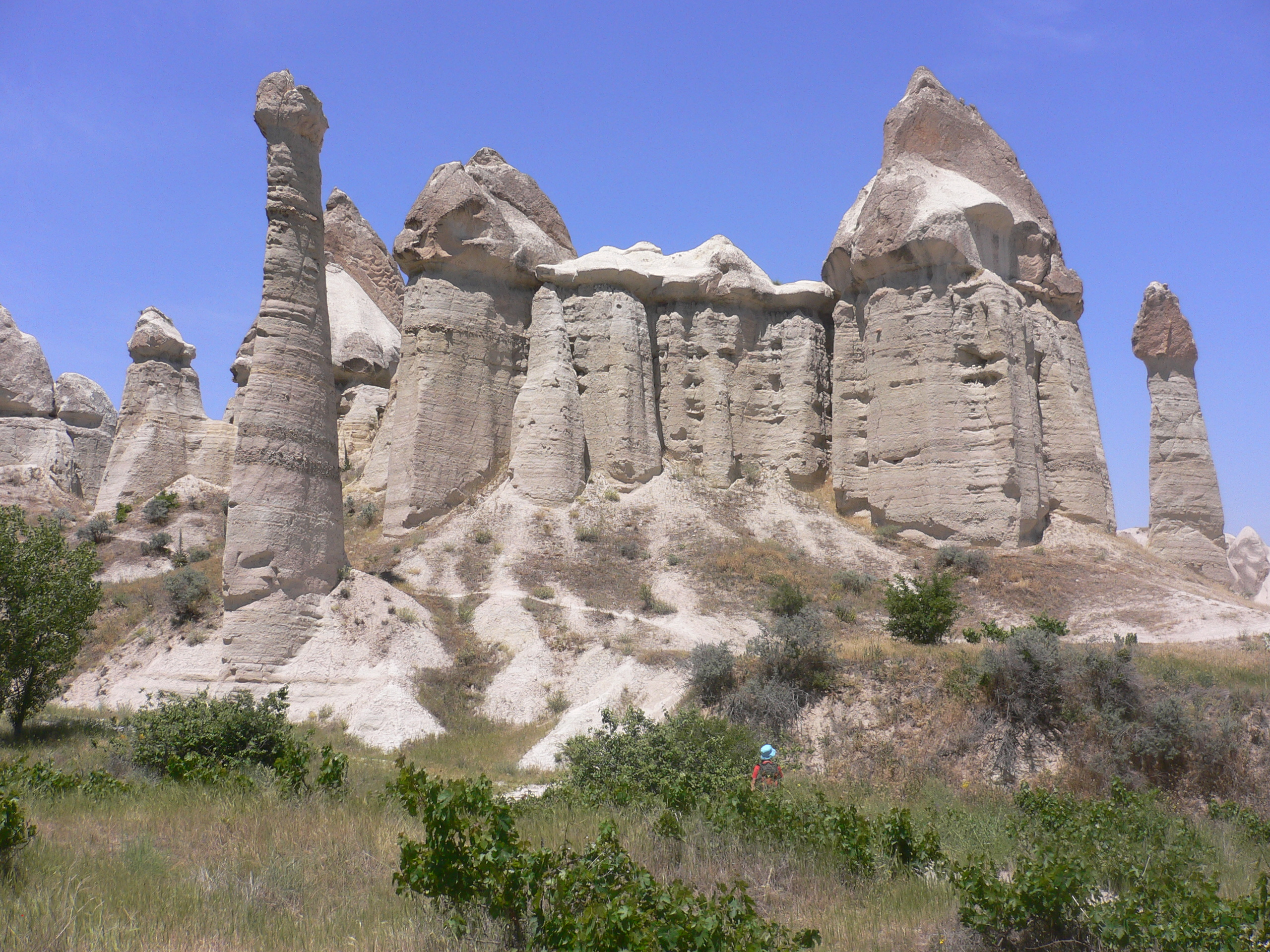
Paysage de la Cappadoce, essentiellement constitué de tuf volcanique.